# 広島つけ麺

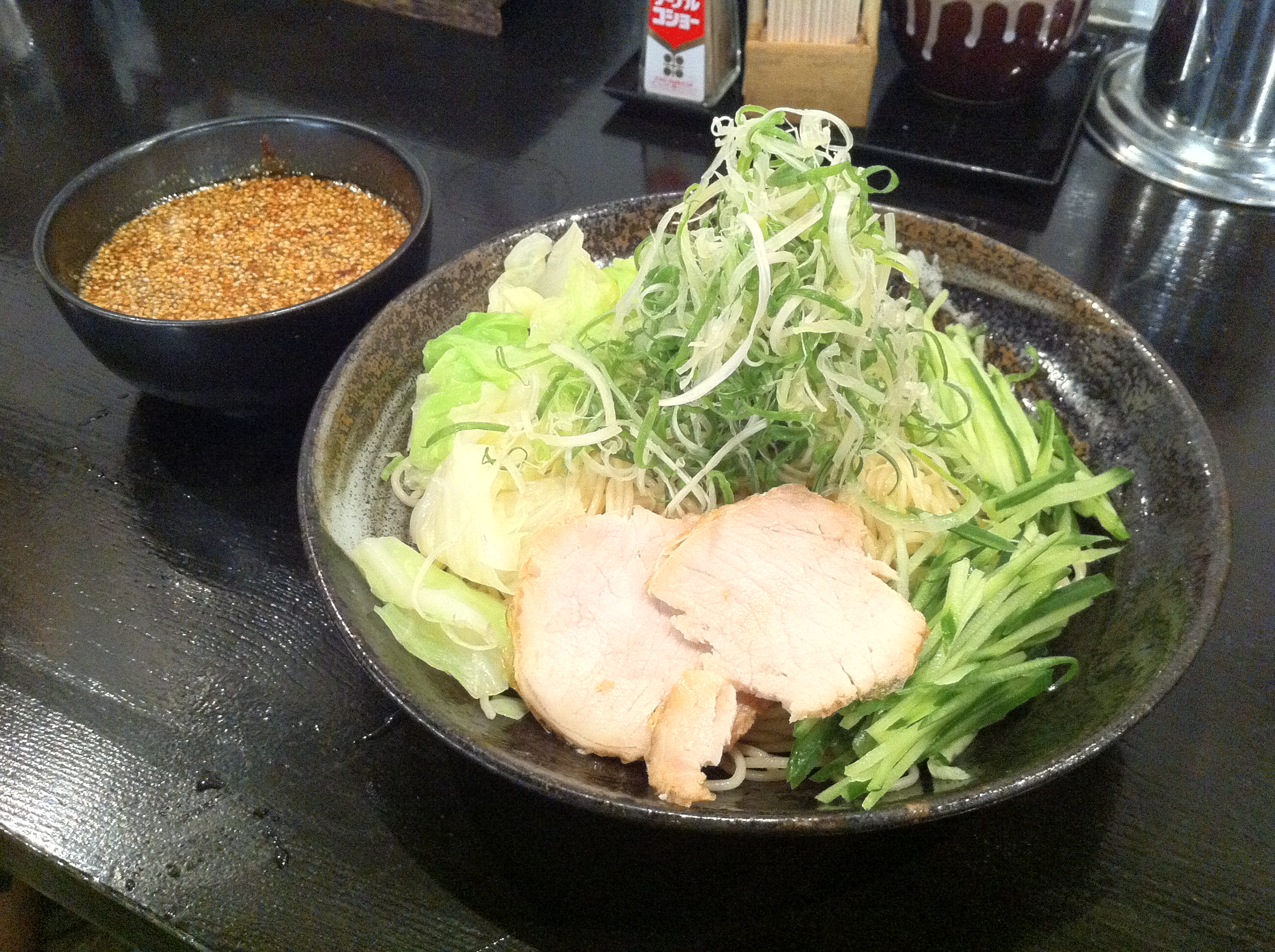
「ばくだん屋」のつけ麺

広島つけ麺（ひろしまつけめん）あるいは広島風つけ麺（ひろしまふうつけめん）は、広島県、特に広島市周辺の飲食店で提供されるつけ麺の一種である。

## 概要
関東地方などで広く知られるつけ麺とはやや趣が異なり、中華麺・チャーシューなどと共に、キャベツなどの茹で野菜やゆで卵が具材として添えられているのが特徴。つけだれもしょうゆベースのつけだれに唐辛子・ラー油・酢・ごまなどの入った辛口（激辛）のたれが基本となっている。
1954年に広島市八丁堀（現・中区八丁堀）で開店した中華料理店「新華園」が発祥の店とされている（現在は中区河原町に移転）。なお、「新華園」では「つけ麺」とは呼ばず「冷麺」と呼んでおり、かつ夏季限定メニューだったが、「新華園」で修行した人物が1985年に中区十日市町で通年で食べられる店として「冷めん家」を創業して広めたことで「広島つけ麺」と呼ばれるようになった。